# Dazaifu
Dazaifu (japanska: 太宰府市 ?, Dazaifu-shi) är en stad i Fukuoka prefektur i Japan. Staden fick stadsrättigheter 1982.
I staden etablerades för ca 1300 år sedan det regionala styret för hela Kyūshū-regionen. Shinto-helgedomen Dazaifu Tenman-gū som dedikerar Sugawara no Michizane grundades 905 och är känd för sina plommonträd. I närheten ligger Kyūshū nationalmuseum Kyūshū Kokuritsu Hakubutsukan som öppnade 2005.

## Galleri

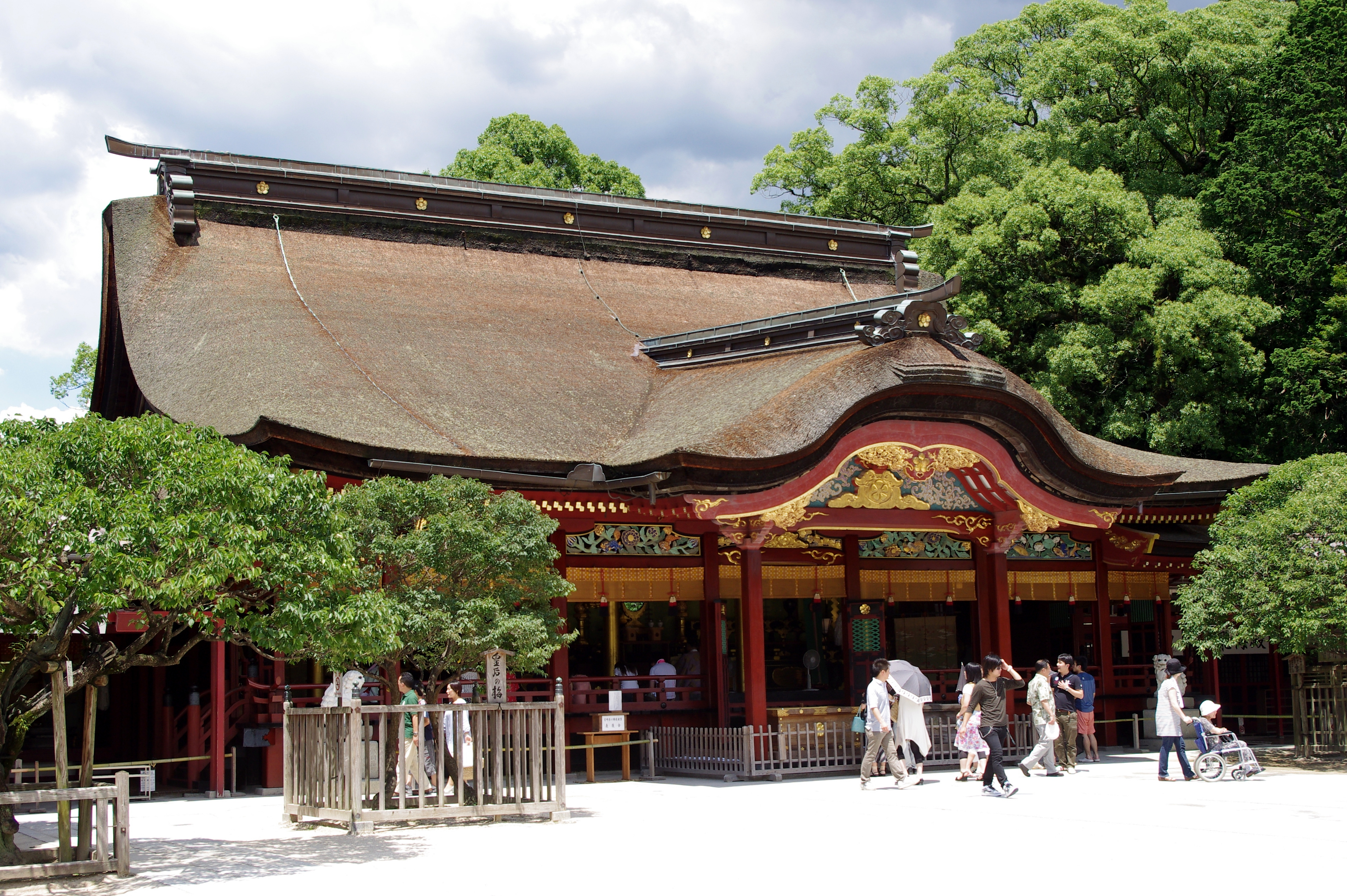
Dazaifu Tenman-gū
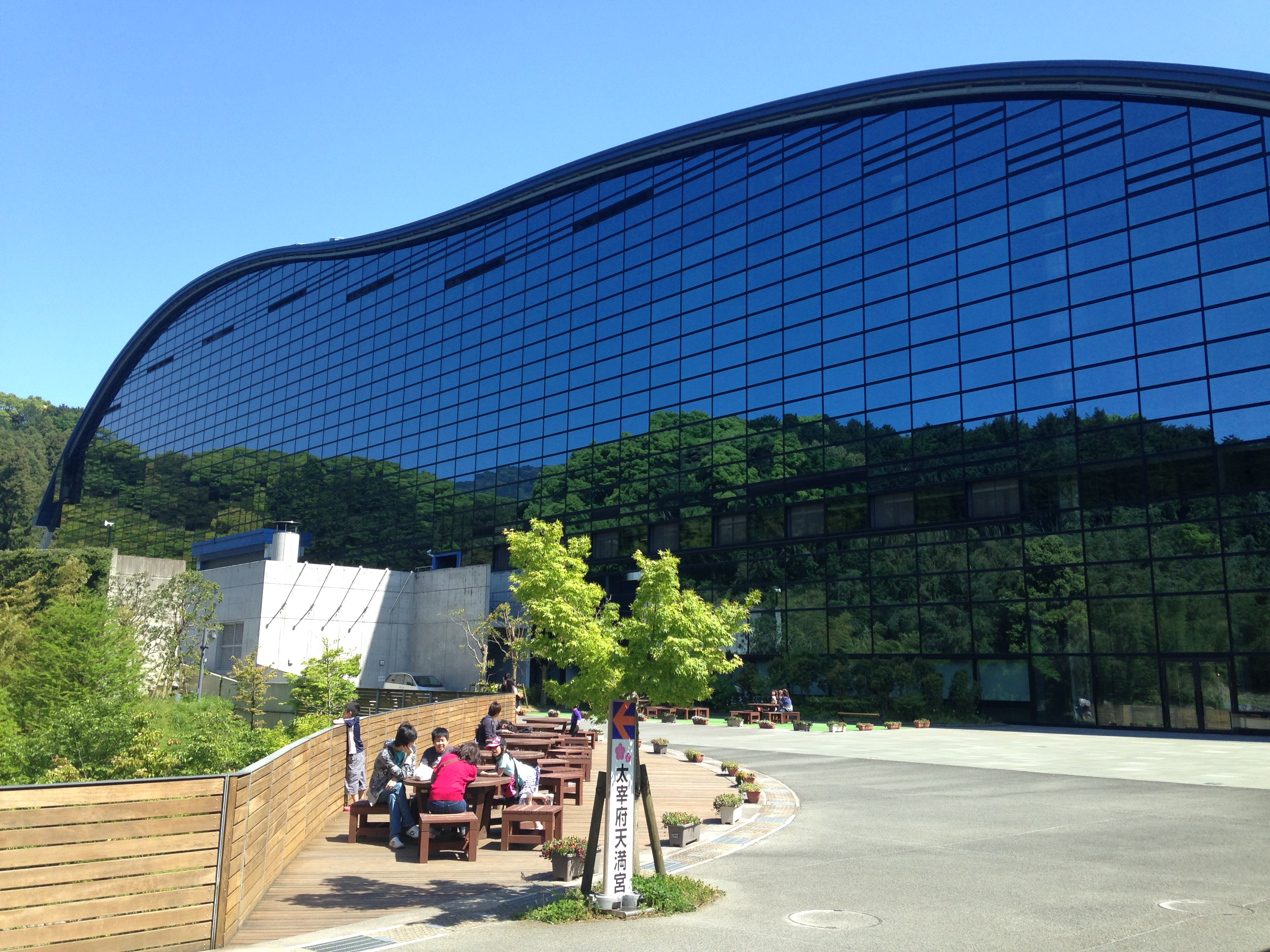
Kyūshū nationalmuseum
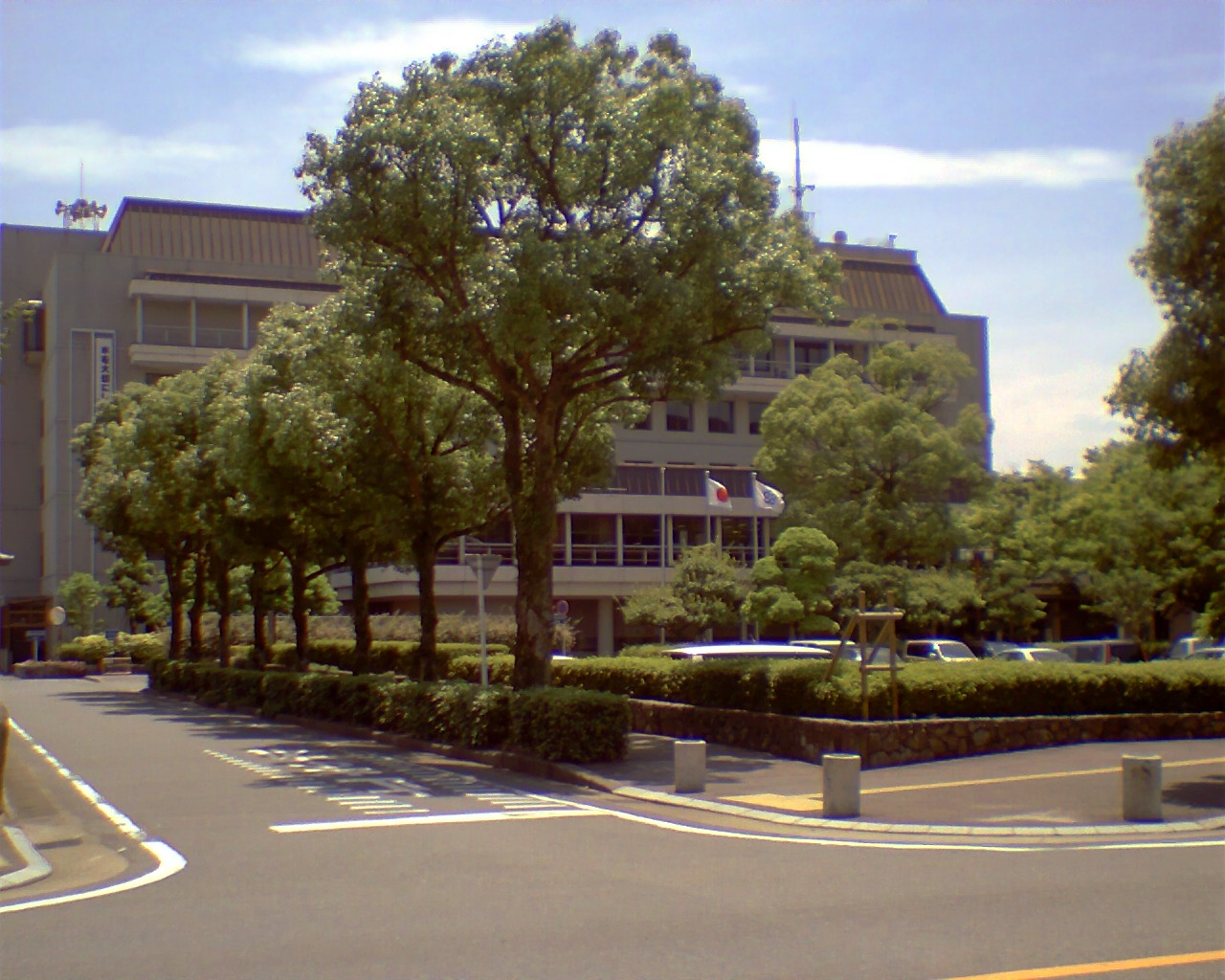
Stadshuset i Dazaifu